# Духмяний перець
Духм́яний або англійський, ямайський перець (Pimēnta diōica, Pimenta officinālis) — вічнозелене дерево родини миртових (Myrtaceae), яке сягає у висоту до 15 м, вирощується заради своїх плодів.

## Походження
Має ямайське походження, звідки і здійснюється його основний експорт. Декілька країн центральної Америки (Мексика, Гондурас) також вирощують духмяний перець, але його якість вважається низькою. На сьогоднішній день крім тропічної Америки ямайський перець культивується у Південно-Східній Азії та Індонезії.

## Ботанічний опис

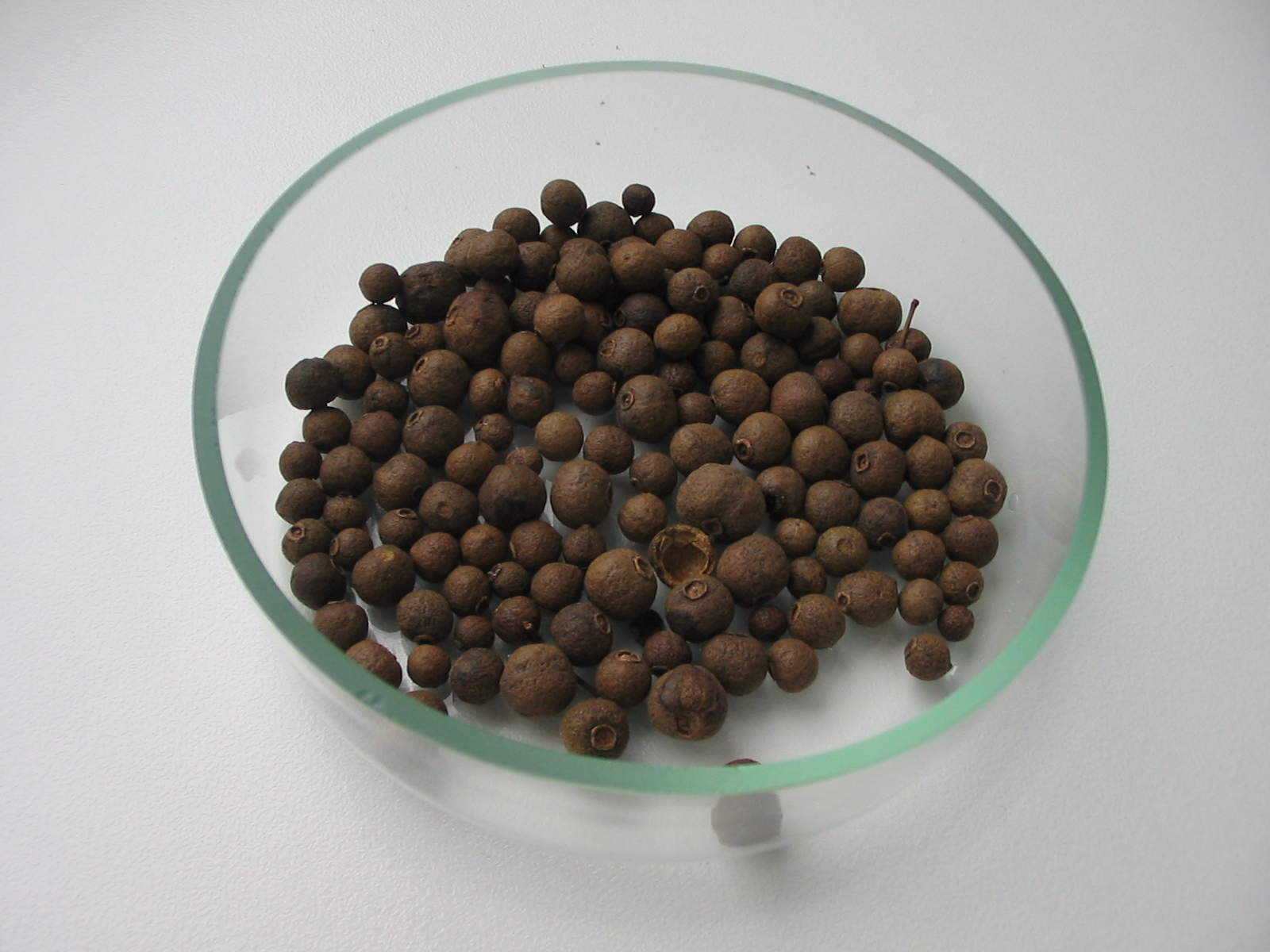
Насіння ямайського перцю

Листки овальні, гострокінечні, супротивні, черешкові, сизого забарвлення. Квіти дрібні, зеленкувато — білі, зібрані в галузку.
Плід — кулеподібна ягода, в недозрілому стані — синьо-зелена. Плоду притаманний сильний приємний аромат, що поєднує в собі букет смаків гвоздики, кориці, мускатного горіха і чорного перцю. Культивують перець духм'яний на Ямайці, Кубі, у Мексиці, Індії, Індонезії. Недозрілі плоди (піменти) збирають, висушують на сонці та очищають від квітконіжок. Сухі ягоди набувають бурого чи коричневого кольору, аромат їх посилюється. У піментах міститься велика кількість ефірної олії, головним складником якої є евгенол. Плоди та листки духмяного перцю — джерело ефірної олії, котра застосовується у медицині, особливо стоматологічній практиці, як антисептичний засіб. Запах духмяного перцю такий самий, як і у чорного перцю, але ароматніший, бо поєднує в собі запах мускатного горіха, чорного перцю та кориці. В розтертому вигляді перець духмяний набуває красивого темно-бежевого кольору з червонуватим відливом.

## Використання

### У кулінарії
Використовують у всіх видах соусів та маринадів; до м'яса, грибів, риби. Також застосовують його як пряність для ароматизації ковбас, шинок, запіканок та супів. Запах духмяного перцю такий самий, як і у чорного перцю, але ароматніший, бо поєднує в собі запах мускатного горіха, чорного перцю та кориці. У розтертому вигляді перець духмяний набуває красивого темно-бежевого кольору з червонуватим відливом.
У Карибській кухні духмяний перець з його приємним ароматом, що нагадує гвоздику, є однією з найважливіших і широко вживаних спецій. Поширеною стравою є фаршироване перцем м'ясо, що смажиться на багатті з гілок духмяного перцю. Це дещо нагадує використання мирту у країнах Середземномор'я.
Також духмяний перець вирощують у Мексиці, хоча і гіршої якості. Там він входить до складу знаменитих соусів mole.
Найбільше споживання духмяного перцю спостерігається у Європі, особливо, в Англії. Британці використовують його для приготування соусів та рагу, а також для маринування овочів (разом з насінням білої гірчиці). Духмяний перець також досить популярний у США, де кухарі використовують його у багатьох традиційних стравах.
На європейському континенті духмяний перець є менш популярним, однак його додають у фарші для сосисок, а у Скандинавії часто використовують для приготування випічки з м'ясом. В Данії духмяний перець входить до складу специфічного продукту smørrebrød (вишукані ковбаси, м'ясо домашньої птиці, риба, овочі та сир на білому хлібі).
Використовують духмяний перець при консервації (у часи парусного флоту для довгого зберігання, м'ясо пересипали духмяним перцем). Відомо використання духмяного перцю у виробництві алкогольних напоїв: лікеру та рому. Як натуральний ароматизатор він застосовується у ковбасних виробах.
Енергетична цінність продукту — (за 100г) 263 кКал, харчова цінність (за 100г): білків — 6,09 г, жирів — 8,69 г, вуглеводів — 72,12 г, харчових волокон — 21,6 г. Містить вітаміни C та PP, мікроелементи: Ca, Mg, K, P, Fe, Cu, Mn, ефірна олія (до 4 %).

### У медицині
У місцевій народній медицині духмяний перець використовується при нетравленні шлунка і зовнішньо при невралгічних або ревматичних болях.
Олія запашного перцю надає сильний зігрівальний ефект, хоча і не такий «вогненний», як інші олії з спецій. У низьких концентраціях воно викликає заспокійливе відчуття тепла, поступово проникає в глиб тіла. Швидкий розігрів майже моментально допомагає зняти напруженість. Той же зігрівальний ефект дуже заспокоює при артриті і ревматизмі, він дуже корисний і для втомлених, хворобливих м'язів. При судомах в м'язах олія запашного перцю швидко відновлює нормальну рухливість. Масаж грудей з олією запашного перцю допомагає при кашлюку.
Застереження
Запашний перець дратує слизисті оболонки, тому слід тримати його подалі від рота, носа і статевих органів.